# Stimming
Il comportamento autostimolatorio, noto anche come stimming e autostimolazione, è la ripetizione di movimenti fisici, suoni, parole o oggetti in movimento. Tali comportamenti (noti anche scientificamente come "stereotipi") si trovano in una certa misura in tutte le persone, specialmente in quelle con disabilità dello sviluppo e sono particolarmente frequenti nelle persone dello spettro autistico. Le persone a cui è stato diagnosticato un disturbo dell'elaborazione sensoriale sono anche note per mostrare potenzialmente comportamenti di soffocamento. Lo stimming è stato interpretato come una risposta protettiva all'eccessiva stimolazione, in cui le persone si calmano bloccando stimoli ambientali meno prevedibili, a cui hanno una maggiore sensibilità. Un'ulteriore spiegazione vede lo stimming come un modo per alleviare l'ansia e altre emozioni negative o aumentate. 
I comportamenti di stimming possono consistere in stimming tattile, visivo, uditivo, olfattivo e vestibolare (che riguarda l'equilibrio). Alcuni esempi comuni di stimming (a volte chiamati stims) includono agitare le mani, battere le mani, dondolarsi, strizzare gli occhi, camminare avanti e indietro o in circolo, sbattere la testa, ripetere rumori o parole, schioccare le dita, e far girare oggetti.

## Stimming e autismo
Lo stimming è quasi sempre presente nelle persone nello spettro autistico ma non indica necessariamente la sua presenza. La più grande differenza tra stimming autistico e non autistico è il tipo di stimolo e la quantità di stimming. Nel Manuale diagnostico e statistico dei disturbi mentali, pubblicato dall'American Psychiatric Association, il comportamento di stimolo è descritto come "manierismi motori stereotipati o ripetitivi" ed elencato come uno dei cinque criteri diagnostici chiave del disturbo dello spettro autistico. Diverse prospettive suggeriscono che lo stimming coinvolge sia funzioni sensoriali che motorie. Il sottosviluppo di queste funzioni senso-motorie può portare a comportamenti di stimolo prodotti dalla persona come risposta controllabile. Uno studio che ha intervistato trentadue adulti autistici ha scoperto che ambienti imprevedibili e travolgenti causavano stimming. Lo stimming a volte può essere autolesionistico, ad esempio quando comporta sbattere la testa, mordere le mani, auto-sfregamento eccessivo e graffiare la pelle. Mentre è difficile smettere di fare stimming completamente, ci sono modi per ridurre il tempo trascorso a stimming e creare abitudini di stimming più sicure per un individuo. Gestire l'ambiente sensoriale ed emotivo aumentando la quantità di esercizio quotidiano può aumentare i livelli di comfort per la persona, che può ridurre la quantità di tempo trascorso a stimming.